# Diego de Brea
Diego de Brea, slovenski gledališki režiser, * 1969, Šempeter pri Gorici, Slovenija.

## Življenje in delo
Po osnovni šoli in gimnaziji v Novi Gorici je Diego de Brea študiral primerjalno književnost in umetnostno zgodovino na Filozofski fakulteti v Ljubljani, nato pa je leta 1995 pričel s študijem gledališke režije na Akademiji za gledališče, radio, film in televizijo v Ljubljani.
Študij primerjalne književnosti in umetnostne zgodovine je pustil pečat tudi na njegovem poznejšem gledališkem ustvarjanju. Nekaj časa je delal kot vodja oddelka za stike z javnostjo v PDG Nova Gorica, leta 1995 pa je začel v letniku prof. Dušana Mlakarja in Kristijana Mucka študirati gledališko režijo na AGRFT v Ljubljani. Gledališko javnost je opozoril nase že z dodelano diplomsko predstavo, Mrakovo Obločnico, ki se rojeva, ki je bila leta 1999 nagrajena na mednarodnem gledališkem festivalu študentske produkcije v Brnu. Loteva se različnih žanrov, od mladinskih iger in lutkovnih predstav, prek avtorskih projektov, klasičnih in sodobnih besedil, vse do glasbenega vodila, za svoje projekte pa večkrat ustvari tudi scenografijo in/ali kostumografijo.
Diego de Brea režira v repertoarnih in neinstitucionalnih gledališčih po Sloveniji (SNG Drama Ljubljana, SNG Nova Gorica, LGL, SNG Maribor) in občasno v tujini (poleg predstav v SSG Trst je v Italiji na primer po Wagnerjevih motivih režiral avtorski projekt Leonora), njegove uprizoritve pa z uspehom gostujejo po Evropi (Varna, London, Pariz, Antwerpen, Mons, Dortmund, Bratislava) in zunaj nje (Kolumbija, Čile).

## Nagrade in priznanja
Diego de Brea je bil za svoje režije in predstave večkrat nagrajen: je dobitnik zlate ptice (2002) ter posebne nagrade Borštnikovega srečanja (2002, Dvoboj) in nagrade za estetski preboj na Borštnikovem srečanju (2005, Kraljica Margot in Edvard Drugi).

## Glavna dela
Oton Župančič: Veronika Deseniška, Šentjakobsko Gledališče, 2000
Ivan Cankar: Pohujšanje v dolini Šentflorjanski, SNG Nova Gorica, 2005
Alexandre Dumas: Kraljica Margot, Mladinsko gledališče, Ljubljana, 2005
Christopher Marlowe: Edvard Drugi, SNG Drama Ljubljana, 2005
Nicola Badalucco, Enrico Medioli, Luchino Visconti: Somrak bogov, Mladinsko gledališče, 2007
William Shakespeare: Julij Cezar, SNG Drama Ljubljana, 2010
W. A. Mozart: Don Giovanni. SNG Opera in balet, Ljubljana 2018